# Plebeius
A plebeiusok (lat. plebs, erasmida helyesírással plebejus) az ókori Rómában a korlátozott jogú polgárságot alkották, megkülönböztetve a kiváltságos patriciusi osztálytól. Szabad emberek voltak, ők is rendelkeztek polgárjoggal, de nem rendelkeztek az előkelő születési arisztokrácia, a patriciusok kiváltságaival. Speciálisan római réteg volt, nem etruszk találmány, mint sok egyéb minden a római társadalomban. Az etruszkok ugyanis az előkelőkön kívül a másik oldalon csak a clienseket, szolgálókat és rabszolgákat ismerték. A plebeiusok eleinte nem viselhettek semmilyen hivatalt, gazdasági függetlenségüket azonban meg tudták őrizni a korai korban. Főleg kisbirtokos paraszti réteget alkottak, de városi kézművesek és kereskedők is tartoztak közéjük. Eleinte nem részesedhettek állami földekből (ager publicus), nem lehettek vallási kollégiumok tagjai, nem házasodhattak patriciusokkal, de később megszerezték ezeket a jogokat. A patriciusok mintájára idővel ők is nemzetségekbe (gens) tömörültek, és sok nemzetségnek volt patricius és plebeius ága is, de voltak tisztán plebeius nemzetségek is.
A patricius és plebeius osztálykülönbség kialakulásának eredete a homályba vész, de valószínűleg a patriciusok voltak a királyság korának földbirtokos, lovas nemessége, amikor még a lovas harcmodor dominált. A plebeiusok felemelkedése az i. e. 5. században kezdődött, amikor egyre inkább a gyalogos (hoplita) harcmodor vált uralkodóvá, s így a plebeiusok katonai fontossága megnőtt.
A döntő lépés a hagyomány szerint i. e. 494-ben történt, amikor a nép Rómából való első kivonulását siker koronázta.
Ekkor harcolták ki, hogy a korábbi curia alapú népességbesosztás (ld. comitia curiata) mellett, területi alapú „törzseken” (tribus) alapuló népgyűlés (comitia tributa) is létrejöjjön, ahol a patriciusok befolyása nem volt már olyan elsöprő.
i. e. 493-ban avatták fel az Aventinus dombon Ceres istennő templomát, ami a renddé váló plebeiusok kultuszközpontja lett.
Saját népgyűléseket tartottak (concilia plebis), ahol saját vezetőket, néptribunusokat (tribunus plebis) választottak, valamint helyetteseiket az aediliseket.
A hagyomány szerint i. e. 451-ben a tizenkéttáblás törvények révén újabb sikereket értek el, sikerült a szokásjogot írásba foglaltatni, ami jogbiztonságot jelentett számukra, bár rögzítette a patriciusok és plebeiusok közötti éles határvonalat is, az egymással való házasság tiltásával. Közvetlen ezutánról származhat az ún. serviusi alkotmány, a népesség vagyoni osztályokba (classis) sorolása és az újabb népgyűlés, a comitia centuriata létrehozása. Erre az időpontra utal az, hogy a hagyomány szerint a vagyoni beosztás végző censor tisztsége i. e. 443-ben jött létre, s a tizenkéttáblás törvények sem tudnak még vagyoni cenzusos beosztásról.
A plebeiusok idővel bejuthattak a senatusba, jó ideig lényeges különbség volt azonban a patricius származású szenátorok (patres=atyák) és a plebeius származásúak (conscripti=hozzáírtak) között. A császárkor elejére ez a különbségtétel megszűnt, a gazdag plebeiusok a patriciusokkal együtt alkották a két vezető rendet, a szenátorit (ordo senatorius).